# Douvilleiceras
Douvilleiceras is een uitgestorven geslacht van mollusken, dat leefde tijdens het Vroeg-Krijt.

## Beschrijving
Deze ammoniet had een zijdelings samengedrukte, evolute schelp met een afgeronde buikzijde met doorlopende, stevige, enkelvoudige ribben. Deze waren samengesteld uit meerdere, gelijk grote knobbels, die oorspronkelijk lange stekels konden hebben bevat. De diameter van de schelp bedroeg ongeveer 10 cm.

## Leefwijze
Dit geslacht bewoonde zeeën en was een slechte zwemmer, hetgeen te wijten was aan de plompe vorm van de schelp. Derhalve bracht het dier de meeste tijd, jagend of aasetend, door op de zeebodem.